# 여상 (후한)
여상(呂翔, ? ~ ?)은 중국 후한 말의 무장으로, 연주(兗州) 동평국(東平國) 사람이다. 《후한서(後漢書)》 원소전(袁紹傳)에서는 고상(高翔)이라는 이름으로 등장한다.

## 생애
원소(袁紹)의 삼남 원상(袁尙)을 섬겼으며, 여광(呂曠)의 동료였다.
건안(建安) 8년(203년) 8월, 원상을 따라 평원(平原)에서 원담(袁譚)을 포위하였다. 궁지에 몰린 원담은 조조(曹操)에게 항복하였고, 10월 조조는 원담에게 원군을 보냈기 때문에 원상은 포위를 풀었다. 그러나 여상은 여광과 함께 원상에게 반기를 들어 양평(陽平)에 주둔하였고, 곧이어 조조에게 투항하여 열후(列侯)에 봉해졌다. 그 후 원담은 둘에게 장군의 인수를 주며 회유하였으나, 둘 다 넘어가지 않았다.

## 《삼국지연의》 속 여상
여광의 동생으로 등장한다. 원담의 설득을 받은 후 조조에게 갔으며, 여광과 함께 조인(曹仁)의 부장이 되었다. 조인에게 간청하여 5천 명의 병력으로 신야(新野)의 유비(劉備)를 공격하였으나, 패하여 장비(張飛)에게 죽었다.